# Le mort du Christ
Le mort du Christ è un cortometraggio del 1903 diretto da Lucien Nonguet e Ferdinand Zecca. Ventiduesimo episodio del film La Vie et la Passion de Jésus-Christ (1903), che è composto da 27 episodi.

## Trama
Gesù perdona uno dei ladri pentito dei suoi peccati. Gesù chiede dell'acqua e gli viene dato fiele attraverso una spugna. Un soldato fa un passo in avanti e infila la sua lancia nel fianco di Gesù, da cui la ferita scorre acqua e sangue.